# Брамбилла, Лукас
Лукас Пиветта Брамбилла (порт. Lukas Pivetta Brambilla; род. 4 января 1995, Кашиас-ду-Сул, Риу-Гранди-ду-Сул) — бразильский футболист, нападающий греческого клуба «Ханья».

## Биография
Родился 4 января 1995 года в Кашиас-ду-Сул. С четырёх до двенадцати лет занимался футзалом, после чего переключился на большой футбол. Выступал за молодёжные команды «Жувентуде» (2012—2014), «Наутико» (2015—2016) и «Игрежинья» (2016). В 2017 году играл за «Гуарани» из Баже во втором дивизионе Лиги Гаушу.
Летом 2017 года заключил полугодичное соглашение с «Крымтеплицей», став первым бразильцем в истории Премьер-лиги КФС. В команду из посёлка Молодёжное попал по приглашению агента Алесандре Коста, который сотрудничает с российским агентом Николаем Жердевым. По истечении срока контракта покинул Крым и присоединился к финскому «Каяани», выступающему в Юккёнен (второй по уровню дивизион страны). Зимой 2019 года перешёл в греческий «Аполлон» из города Лариса, где в 15 матчах забил 6 мячей в рамках второго по силе дивизиона страны.
Спустя полгода, в июле 2019 года, бразилец подписал контракт с кипрской «Доксой». Дебют в чемпионате Кипра состоялся 24 августа 2019 года в матче против «Омонии» (0:2). В сезоне 2020/21 перешёл в греческий «Ханья» из второго по силе дивизиона Греции.

## Статистика
| Сезон   | Клуб               | Лига                         | Чемпионат | Чемпионат | Кубок | Кубок |
| Сезон   | Клуб               | Лига                         | Игры      | Голы      | Игры  | Голы  |
| ------- | ------------------ | ---------------------------- | --------- | --------- | ----- | ----- |
| 2017    | Гуарани (Баже)     | Лига Гаушу (второй дивизион) | 12        | 1         |       |       |
| 2018    | Каяани             | Юккёнен                      | 17        | 2         | 1     | 0     |
| 2018/19 | Аполлон (Лариса)   | Греческая футбольная лига    | 15        | 6         |       |       |
| 2019/20 | Докса (Катокопиас) | Чемпионат Кипра              | 13        | 0         | 1     | 1     |
| 2020/21 | Ханья              | Суперлига 2                  | 1         | 1         |       |       |